# Auguste Cornaz
Pour les articles homonymes, voir Cornaz.
Auguste Cornaz (Ballaigues 1834-Lausanne 1896) est un rédacteur, avocat et homme politique suisse.

## Famille et formation
Auguste Georges Adrien Cornaz est né le 28 juillet 1834 à Ballaigues. Il est issu d'une famille vaudoise aisée et influente : son père est le pasteur Charles-Antoine-Samuel Cornaz et sa mère Benjamine Langin.
Il étudie le droit de 1852 à 1853 à Lausanne et de 1854 à 1855 à Munich. 
Il épouse Emma Maillardet, fille de Julien, de Fontaines (NE), en 1858.
Il est naturalisé neuchâtelois de La Chaux-de-Fonds en 1871.

## Carrière

### Rédacteur et secrétaire
Après ses études, il a été professeur pendant deux ans au collège de Moudon.
Il est ensuite appelé à Berne comme traducteur au Conseil national, poste qu'il occupe jusqu'en 1864 tout en étant rédacteur du journal radical La Suisse qu'il dirige de 1857 à 1860.
En 1859, il fait partie, en tant que secrétaire, d'une délégation conduite par Caspar Latour à Naples pour traiter du licenciement des quatre régiments suisses encore en service dans le royaume. Cette délégation est chargée d'organiser le retour en Suisse des régiments suisses à la suite d'un projet de loi adopté par le parlement suisse, qui interdisait aux soldats suisses d'être au service d'une armée étrangère.
Auguste Cornaz s'établit en 1860 à La Chaux-de-Fonds dans le canton de Neuchâtel. De 1860 à 1864 il est le rédacteur du National suisse, l'organe du parti radical neuchâtelois. Il est le secrétaire général du comité d'organisation du Tir fédéral de 1863 à La Chaux-de-Fonds et membre du comité central de la Société suisse des carabiniers de 1863 à 1865.

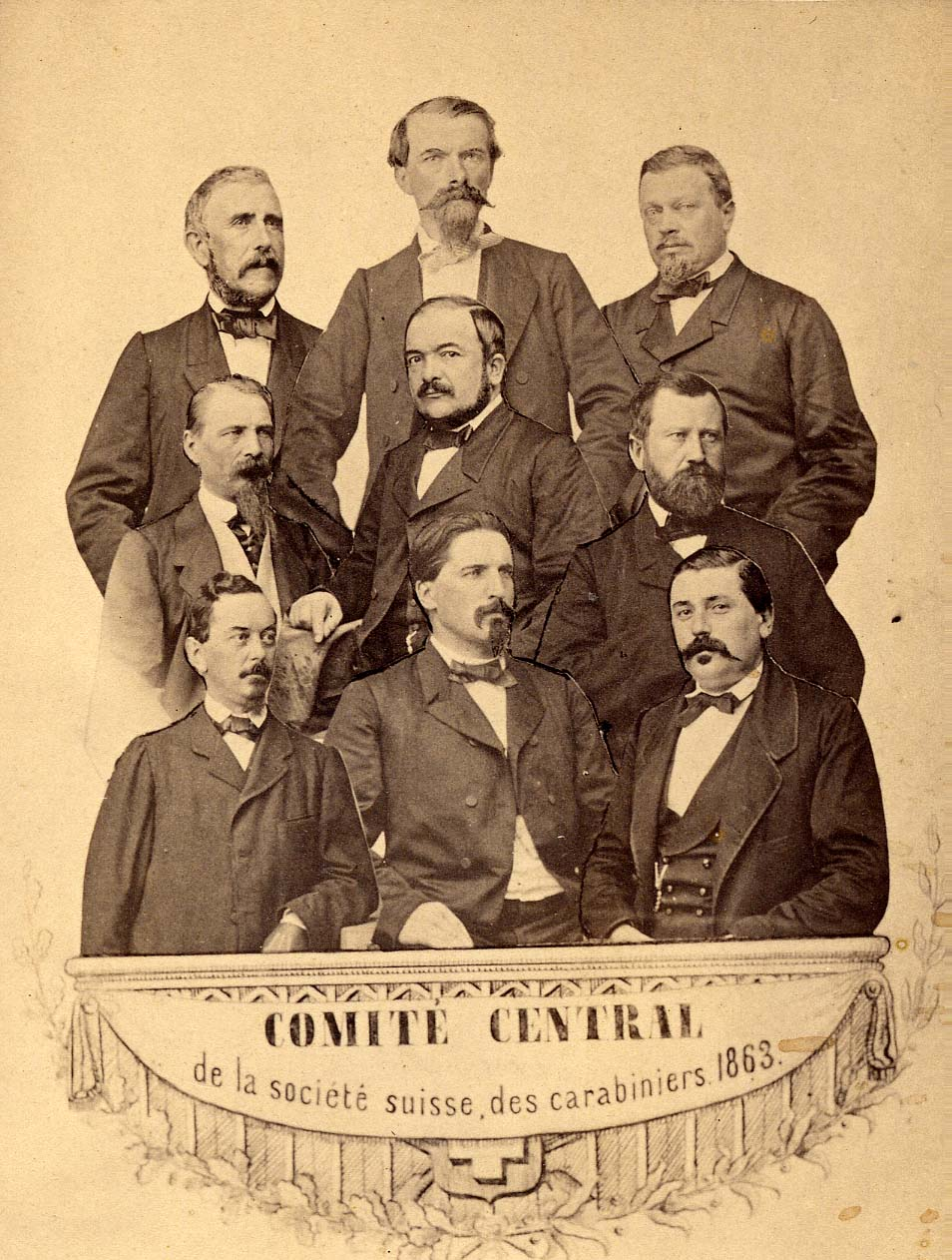
Comité central de la société suisse des carabiniers en 1863 avec Auguste Cornaz au centre.

### Avocat
De 1864 à 1872, il a une étude d'avocat à La Chaux-de-Fonds.

### Juge au tribunal fédéral
Juge au Tribunal fédéral de 1893 à sa mort, criminaliste reconnu, il est l'auteur des Code de procédure pénale (1874), Code de procédure civile (1876), Nouveau Code pénal (1891), Nouveau Code de procédure pénale (1893) du canton de Neuchâtel.

## Vie politique

### Grand Conseil de Neuchâtel (1862-1872)
Entre 1862 et 1872 (1862-1868, 1871-1872), il est député au Grand Conseil de Neuchâtel pour le parti radical.

### Conseil d'État de Neuchâtel (1872-1893)
Auguste Cornaz est devenu membre du Conseil d’État de Neuchâtel en 1872 dont il dirige le Département de justice et police jusqu'en 1893.
Il est le promoteur de la deuxième banque cantonale neuchâteloise en 1883 et du rachat par le canton de Neuchâtel, en 1884, du chemin de fer de la Compagnie du Jura industriel, entre Le Locle et Neuchâtel.

### Assemblée fédérale (1867-1893)
Auguste Cornaz a également été actif au niveau fédéral suisse en tant qu'homme politique. De 1867 à 1868 et de 1876 à 1893, il est membre de l'Assemblée fédérale au Conseil des États.
De 1881 à 1882, il succède à Karl Kappeler (Thurgovie) à la présidence du Conseil des États.
En tant qu'éminent spécialiste du droit pénal, il rédige et rassemble en 1874 le Code de procédure pénale et en 1876 le Code de procédure civile neuchâtelois. De 1893 à 1896, il est juge fédéral.

## Grade militaire
Auguste Cornaz a été grand-juge (1877) puis colonel (1890) dans l'armée suisse, le grade le plus élevé en temps de paix.

## Décès
Auguste Cornaz meurt le 13 mai 1896 à Lausanne.